# ジク (ミニカー)

ロゴ

ジク（siku）は、ドイツのSieper GmbHが販売する車玩具である。

## 概要
かつてはプラスチック製で1963年に亜鉛合金製となる。
50分の1スケールが主体で、「ドイツのマッチボックス」とも称される。車両よりも農用トラクターや建設機械が多く、農用トラクターはクラシックモデルのほかにアタッチメントの種類が多い。ドイツ車が多く、自社デザインのオリジナル車もある。ほかに32分の1や87分の1スケールもある。

## 日本での発売
日本はボーネルンドが輸入・販売している。